# The Crusade
| Recensione       | Giudizio |
| ---------------- | -------- |
| AllMusic         |          |
| Blabbermouth     |          |
| Drowned in Sound |          |

The Crusade è il terzo album in studio del gruppo musicale heavy metal Trivium, pubblicato il 10 ottobre 2006.

## Descrizione
Le sonorità di questo album sono molto distanti dalle sonorità di Ember to Inferno, abbandonando le sonorità metalcore in favore di una fortissima influenza del thrash metal e speed metal anni ottanta e, in particolare, dello stile dei primi album dei Metallica. AllMusic definisce lo stile dell'album come una "forma aggressiva di un sincopato e intenso progressive metal". Anche Blabbermouth.net, nella sua recensione del disco, individua influenze "prog metal europee".
Rispetto alle prime due produzioni, le parti vocali growl sono drasticamente ridotte, e il canto di Matthew Heafy è profondamente ispirato a quello di James Hetfield, cantante e chitarrista dei Metallica.

## Tracce
1. Ignition – 3:54
2. Detonation – 4:28
3. Entrance of the Conflagration – 4:34
4. Anthem (We are the Fire) – 4:03
5. Unrepentant – 4:51
6. And Sadness Will Sear – 3:34
7. Becoming the Dragon – 4:43
8. To the Rats – 3:42
9. This World Can't Tear Us Apart – 3:30
10. Tread the Floods – 3:33
11. Contempt Breeds Contamination – 4:28
12. The Rising – 3:44
13. The Crusade – 8:18

## Formazione
- Matt Heafy - voce, chitarra
- Corey Beaulieu - chitarra, cori
- Paolo Gregoletto - basso, voce secondaria
- Travis Smith - batteria